# Lucius Fulvius Curvus
Lucius Fulvius Curvus est un homme politique romain.
En 322 av. J.-C., il est consul.
En 316 av. J.-C., il est maître de cavalerie, sous le dictateur Lucius Aemilius Mamercinus Privernas.